# داردانيا

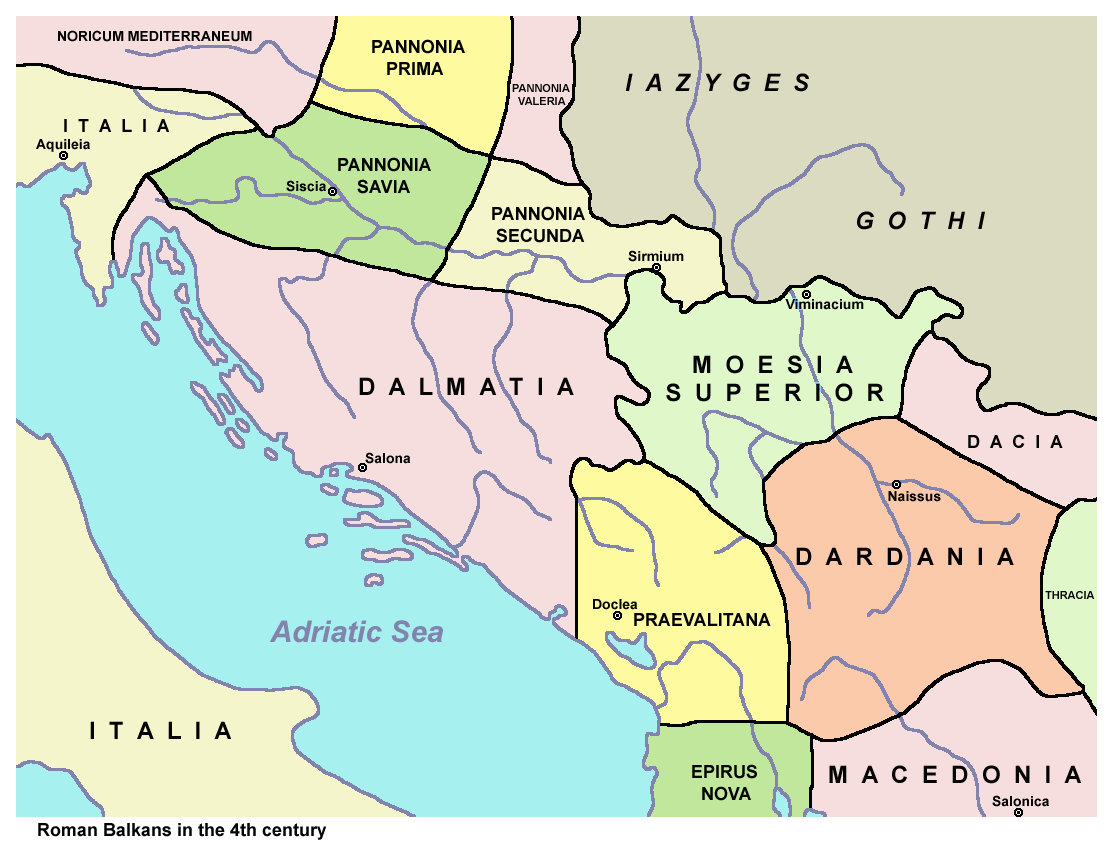
المقاطعات الرومانية بعد الإصلاحات الإدارية في القرن الرابع. داردانيا باللون الأحمر.

داردانيا (بالإغريقية: Δαρδανία)، (باللاتينية: Dardania) كانت مقاطعة رومانية في وسط البلقان، وكانت في البداية منطقة غير رسمية في مويسيا (87–284)، ثم إقليما تابعا لأبرشية مويسيا (293-337).